# Wólczyńska 133
Wólczyńska 133, również znany jako wieżowiec PKO BP (Centrum Operacji Kartowych) – wieżowiec znajdujący się przy ulicy Wólczyńskiej 133 w Warszawie. 

## Opis
Budynek został oddany do użytku w 1976 roku. Posiada 17 kondygnacji. 
W latach 90. XX wieku przeprowadzono gruntowny remont elewacji budynku, który do tego czasu miał przeszkloną elewację. Później został wyłożony pastelowymi panelami elewacyjnymi.